# Jefferson (Georgia)
Jefferson is een plaats (city) in de Amerikaanse staat Georgia, en valt bestuurlijk gezien onder Jackson County.

## Demografie
Bij de volkstelling in 2000 werd het aantal inwoners vastgesteld op 3825.
In 2006 is het aantal inwoners door het United States Census Bureau geschat op 6456, een stijging van 2631 (68,8%).

## Geografie
Volgens het United States Census Bureau beslaat de plaats een oppervlakte van
49,1 km², geheel bestaande uit land. Jefferson ligt op ongeveer 232 m boven zeeniveau.

## Plaatsen in de nabije omgeving
De onderstaande figuur toont nabijgelegen plaatsen in een straal van 16 km rond Jefferson.